# 白鳥台 (室蘭市)
白鳥台（はくちょうだい）は北海道室蘭市の地名。白鳥台一丁目から五丁目の町がある。住居表示実施済み。郵便番号は050-0054。

## 地理
室蘭市の西部に位置し、北に石川町，東から西に崎守町と接する。

### 河川
- 普通河川 元室蘭川

## 地域の特徴
室蘭市の都市計画マスタープランでは蘭北地域に属する。
丘陵地を造成した住宅地で、室蘭市の中では最も新しい町である（2024年3月20日現在）。町の西縁を国道37号が掠め、そこから延びる白鳥台中央通が町の幹線道路となっている。

二丁目に室蘭市立本室蘭中学校，室蘭市立白蘭小学校，ピノキオ幼稚園，白鳥保育所、四丁目に特別養護老人ホーム 白鳥ハイツ、五丁目に室蘭警察署 白鳥台交番，室蘭白鳥台郵便局，室蘭信用金庫 白鳥台支店，室蘭太平洋病院，室蘭市白鳥台集会所，白鳥台ショッピングセンター ハックがある。

## 歴史
計画的な都市づくりによって形成された町であり、1962年（昭和37年）5月から蘭北台地一帯の測量を実施、翌年12月、蘭北台地開発の基本計画の作成について日本都市計画学会に委嘱して本格的な都市造成に乗り出した。この学会の答申に基づき「心のやすらぎと明日の希望を生む住宅地づくり」を目標にして、1965年（昭和40年）から造成工事に着手した。1967年（昭和42年）11月、工事の完成した独立住宅地の一部から分譲を開始し、1971年（昭和46年）度をもってすべて完了した。分譲に先立って、それまで「崎守ニュータウン」と呼んでいた呼称を一般市民から新町名を募集した結果「白鳥台ニュータウン」と名付けられた。

### 地名の由来
「白鳥の澗」と呼ばれた室蘭港を見下ろす台地にあることによる。

### 沿革
- 1967年（昭和42年）11月1日 - 白鳥台一丁目 - 五丁目新設。

### 町名の変遷
| 実施内容 | 実施年月日                 | 実施後       | 実施前                 |
| -------- | -------------------------- | ------------ | ---------------------- |
| 町名新設 | 1967年（昭和42年）11月1日  | 白鳥台一丁目 | 崎守町の一部           |
| 町名新設 | 1967年（昭和42年）11月1日  | 白鳥台二丁目 | 崎守町の一部           |
| 町名新設 | 1967年（昭和42年）11月1日  | 白鳥台三丁目 | 崎守町，石川町の各一部 |
| 町名新設 | 1967年（昭和42年）11月1日  | 白鳥台四丁目 | 崎守町の一部           |
| 町名新設 | 1967年（昭和42年）11月1日  | 白鳥台五丁目 | 崎守町の一部           |
| 住居表示 | 1968年（昭和43年）6月11日  | 白鳥台一丁目 | 白鳥台一丁目           |
| 住居表示 | 1968年（昭和43年）10月15日 | 白鳥台二丁目 | 白鳥台二丁目           |
| 住居表示 | 1969年（昭和44年）4月17日  | 白鳥台三丁目 | 白鳥台三丁目           |
| 住居表示 | 1969年（昭和44年）8月5日   | 白鳥台四丁目 | 白鳥台四丁目           |
| 住居表示 | 1969年（昭和44年）10月24日 | 白鳥台五丁目 | 白鳥台五丁目           |

## 世帯数と人口
2023年（令和5年）12月31日現在（室蘭市発表）の世帯数と人口は以下の通りである。
| 町           | 世帯数    | 人口    |
| ------------ | --------- | ------- |
| 白鳥台一丁目 | 546世帯   | 1,013人 |
| 白鳥台二丁目 | 845世帯   | 1,410人 |
| 白鳥台三丁目 | 377世帯   | 650人   |
| 白鳥台四丁目 | 769世帯   | 1,370人 |
| 白鳥台五丁目 | 528世帯   | 897人   |
| 計           | 3,065世帯 | 5,340人 |

### 人口の変遷
国勢調査による人口の推移。
| 1995年（平成7年）  | 9,930人 | [ 9 ]  |  |
| 2000年（平成12年） | 9,207人 | [ 10 ] |  |
| 2005年（平成17年） | 8,795人 | [ 11 ] |  |
| 2010年（平成22年） | 8,119人 | [ 12 ] |  |
| 2015年（平成27年） | 7,031人 | [ 13 ] |  |
| 2020年（令和2年）  | 5,999人 | [ 14 ] |  |

### 世帯数の変遷
国勢調査による世帯数の推移。
| 1995年（平成7年）  | 3,596世帯 | [ 9 ]  |  |
| 2000年（平成12年） | 3,634世帯 | [ 10 ] |  |
| 2005年（平成17年） | 3,736世帯 | [ 11 ] |  |
| 2010年（平成22年） | 3,544世帯 | [ 12 ] |  |
| 2015年（平成27年） | 3,195世帯 | [ 13 ] |  |
| 2020年（令和2年）  | 2,823世帯 | [ 14 ] |  |

## 学区
市立小・中学校に通う場合、学区は以下の通りとなる。
| 町           | 地番 | 小学校             | 中学校               |
| ------------ | ---- | ------------------ | -------------------- |
| 白鳥台一丁目 | 全域 | 室蘭市立白蘭小学校 | 室蘭市立本室蘭中学校 |
| 白鳥台二丁目 | 全域 | 室蘭市立白蘭小学校 | 室蘭市立本室蘭中学校 |
| 白鳥台三丁目 | 全域 | 室蘭市立白蘭小学校 | 室蘭市立本室蘭中学校 |
| 白鳥台四丁目 | 全域 | 室蘭市立白蘭小学校 | 室蘭市立本室蘭中学校 |
| 白鳥台五丁目 | 全域 | 室蘭市立白蘭小学校 | 室蘭市立本室蘭中学校 |

## 交通

### 鉄道
徒歩圏内の最寄り駅は、JR北海道室蘭本線崎守駅。

### バス
道南バスが路線バスを運行する。

### 道路
- 国道37号

## 施設

### 役所・公的機関
- 室蘭警察署 白鳥台交番

### 公共施設
- 室蘭市白鳥台集会所

### 医療施設
- 室蘭太平洋病院

### 教育施設
- 室蘭市立本室蘭中学校
- 室蘭市立白蘭小学校
- ピノキオ幼稚園

### 金融機関
- 室蘭白鳥台郵便局
- 室蘭信用金庫 白鳥台支店

### 商業施設
- 白鳥台ショッピングセンター ハック

### 社会福祉施設
- 白鳥保育所
- 特別養護老人ホーム 白鳥ハイツ

### 公園
- 白鳥台1丁目公園
- 白鳥台1丁目2号公園
- 白鳥台1丁目3号公園
- 白鳥台2丁目公園
- 白鳥台2丁目2号公園
- 白鳥台2丁目3号公園
- 白鳥台2丁目4号公園
- 白鳥台3丁目公園
- 白鳥台3丁目2号公園
- 白鳥台4丁目公園
- 白鳥台4丁目2号公園
- 白鳥台5丁目公園
- 白鳥台5丁目3号公園
- 白鳥台5丁目4号公園
- 白鳥台5丁目5号公園
- 白鳥台北公園
- 白鳥台東公園